# Panchla
Panchla è una suddivisione dell'India, classificata come census town, di 22.087 abitanti, situata nel distretto di Howrah, nello stato federato del Bengala Occidentale. In base al numero di abitanti la città rientra nella classe III (da 20.000 a 49.999 persone).

## Geografia fisica
La città è situata a 22° 32' 38 N e 88° 8' 17 E e ha un'altitudine di 6 m s.l.m..

## Società

### Evoluzione demografica
Al censimento del 2001 la popolazione di Panchla assommava a 22.087 persone, delle quali 11.432 maschi e 10.655 femmine. I bambini di età inferiore o uguale ai sei anni assommavano a 3.406, dei quali 1.712 maschi e 1.694 femmine. Infine, coloro che erano in grado di saper almeno leggere e scrivere erano 14.020, dei quali 7.893 maschi e 6.127 femmine.